# Reiley McClendon
Eric Reiley McClendon II (Baton Rouge, 11 marzo 1990) è un attore statunitense.
Ha iniziato la sua attività cinematografica nell'ultima parte degli anni novanta, interpretando vari film e serie televisive.
Ha lavorato anche per la Disney alla realizzazione di film prodotti per Disney Channel quali Eddie e la gara di cucina e Buffalo Dreams.
Nel 2001 McClendon ha preso parte al film Pearl Harbor nel ruolo di Danny Walker da giovane.
Nel 2017 ha preso parte come protagonista nel film sci-fi di Netflix Time Trap.

## Filmografia

### Cinema
- Faccia a faccia (The Kid), regia di Jon Turteltaub (2000)
- Danny and Max, regia di Ulli Lommel (2000)
- Pearl Harbor, regia di Michael Bay (2001)
- The Nickel Children, regia di Glenn Klinker (2005)
- Lenexa, 1 Mile, regia di Jason Wiles (2006)
- The Elder Son, regia di Marius Balchunas (2006)
- The Flyboys, regia di Rocco DeVilliers (2008)
- Accused at 17, regia di Doug Campbell (2009)
- Dirty Girl, regia di Abe Sylvia (2010)
- The Mine, regia di Jeff Chamberlain (2012)
- Dawn, regia di Rose McGowan - cortometraggio (2014)
- The Palmer Supremacy, regia di Billy Dickson (2014)
- Outpost 37, regia di Jabbar Raisani (2014)
- If I Tell You I Have to Kill You, regia di Kennedy Goldsby (2015)
- Tell Me How I Die, regia di D.J. Viola (2016)
- Shangri-La Suite, regia di Eddie O'Keefe (2016)
- Time Trap, regia di Mark Dennis e Ben Foster (2017)
- Softball, regia di Joseph Aliberti - cortometraggio (2019)
- Christmas in July, regia di Myles Matsuno (2019)
- The Man from Nowhere, regia di Matt Green (2021)

### Televisione
- Will & Grace – serie TV, episodio 1x05 (1998)
- Profiler - Intuizioni mortali (Profiler) – serie TV, episodio 3x08 (1998)
- Love Boat - The Next Wave – serie TV, episodio 2x16 (1999)
- Il tocco di un angelo (Touched by an Angel) - serie TV, episodio 6x06 (1999)
- Lezioni di nuoto (Another Woman's Husband), regia di Noel Nosseck – film TV (2000)
- A prova di errore (Fail Safe), regia di Stephen Frears – film TV (2000)
- The Norm Show – serie TV, episodio 3x10 (2000)
- E.R. - Medici in prima linea (ER) – serie TV, episodio 8x15 (2002)
- Tenero Ben (Gentle Ben), regia di David S. Cass Sr. – film TV (2002)
- Gentle Ben 2: Danger on the Mountain, regia di David S. Cass Sr. – film TV (2003)
- Eddie e la gara di cucina (Eddie's Million Dollar Cook-Off), regia di Paul Hoen – film TV (2003)
- Everwood – serie TV, episodio 2x03 (2003)
- Law & Order: Criminal Intent – serie TV, episodio 3x09 (2003)
- Law & Order - Unità vittime speciali (Law & Order: Special Victims Unit) – serie TV, episodio 6x12 (2005)
- Zoey 101 – serie TV, episodio 1x04 (2005)
- Buffalo Dreams, regia di David Jackson – film TV (2005)
- Medium – serie TV, episodio 2x12 (2006)
- Just Legal – serie TV, 5 episodi (2005-2006)
- CSI: Miami – serie TV, episodio 5x05 (2006)
- Southern Comfort, regia di Greg Yaitanes – film TV (2006)
- CSI - Scena del crimine (CSI: Crime Scene Investigation) – serie TV, episodio 7x17 (2007)
- Danny Fricke, regia di Michael Dinner – film TV (2008)
- Safe Harbor - Un porto sicuro (Safe Harbor), regia di Jerry Jameson – film TV (2009)
- The Cleaner – serie TV, episodio 2x09 (2009)
- Rizzoli & Isles – serie TV, episodio 2x14 (2011)
- Vegas – serie TV, episodio 1x08 (2012)
- Suits – serie TV, episodio 2x11 (2013)
- NCIS - Unità anticrimine (NCIS: Naval Criminal Investigative Service) – serie TV, episodio 10x15 (2013)
- Monday Mornings – serie TV, episodio 1x07 (2013)
- Ironside – serie TV, episodio 1x09 (2013)
- The Fosters – serie TV, 8 episodi (2013-2014)
- Battle Creek – serie TV, episodio 1x12 (2015)
- The Perfect Daughter, regia di Brian Herzlinger – film TV (2016)
- Il tempo della nostra vita (Days of Our Lives) – soap opera, 4 puntate (2016)
- Major Crimes – serie TV, episodio 5x07 (2016)
- Hey You, It's Me – serie TV, episodi 1x01-1x03-1x05 (2015-2017)
- Wisdom of the Crowd - Nella rete del crimine (Wisdom of the Crowd) – serie TV, episodio 1x11 (2017)
- NCIS: Los Angeles – serie TV, episodio 10x11 (2018)

## Doppiatori italiani
Nelle versioni in italiano delle opere in cui ha recitato, Reiley McClendon è stato doppiato da:
- Gabriele Patriarca in Eddie e la gara di cucina
- Domitilla D'Amico in Law & Order - Unità vittime speciali (Lindsay Stanton)[1]
- Andrea Mete in CSI: Miami
- Stefano Onofri in CSI - Scena del crimine
- Simone Crisari in Rizzoli & Isles
- Daniele Raffaeli in NCIS - Unità anticrimine
- Flavio Aquilone in Suits
- Alessio De Filippis in The Fosters